# Robert Hare
Robert D. Hare O.C. (Calgary, 1934) é um psicólogo do Canadá, especialista em psicologia criminal e psicopatia.
Publicou, entre outras obras, "Psychology of Criminal Investigations", "International Handbook on Psychopathic Disorders and the Law" e "Snakes in Suits".
Robert Hare disse sobre os psicopatas:
"É enorme o sofrimento social, econômico e pessoal causado por algumas pessoas cujas atitudes e comportamento resultam menos das forças sociais do que de um senso inerente de autoridade e uma incapacidade para conexão emocional do que o resto da humanidade. Para estes indivíduos — os psicopatas — as regras sociais não são uma força limitante, e a ideia de um bem comum é meramente uma abstração confusa e inconveniente.
Eles andam pela sociedade como predadores sociais, rachando famílias, se aproveitando de pessoas vulneráveis, deixando carteiras vazias por onde passam.
Um psicopata ama alguém da mesma forma como eu, digamos, amo meu carro — e não da forma como eu amo minha mulher. Usa o termo amor, mas não o sente da maneira como nós entendemos. Em geral, é um sentimento de posse, de propriedade. Se você perguntar a um psicopata por que ele ama certa mulher, ele lhe dará respostas muito concretas, tais como 'porque ela é bonita', 'porque o sexo é ótimo' ou 'porque ela está sempre lá quando preciso'. As emoções estão para o psicopata assim como está o vermelho para o daltônico. Ele simplesmente não consegue vivenciá-las".